# Konrad Adenauer-stiftelsen
Konrad Adenauer-stiftelsen (tyska: Konrad-Adenauer-Stiftung, KAS) är en tysk partistiftelse associerad med men formellt oberoende av tyska CDU och finansierad av tyska utrikesministeriet.
Stiftelsens huvudkontor ligger i Sankt Augustin nära Bonn, samt i Berlin. KAS har 78 kontor världen över och driver program i fler än 100 länder. Dess nuvarande ordförande är Norbert Lammert, tidigare talman i det tyska parlamentet. År 2020 rankades stiftelsen på plats 15 bland tankesmedjor i världen.

## Etablering och uppdrag
Den 20 december 1955 grundades Society for Christian Democratic Education, som senare kom att döpas om efter förbundskansler Konrad Adenauer den 13 oktober 1964, i Bonn.
Stiftelsen etablerades i folkbildningssyfte för "främjandet av frihet, fred och rättvisa" genom att "främja europeiskt enande, förbättra de transatlantiska förbindelserna och fördjupa utvecklingssamarbetet". Idag agerar KAS utöver sin folkbildningsfunktion även som tankesmedja och konsultbyrå avsedd att ge medborgarna underlag genom forskning och analyser av aktuella politiska trender. KAS arrangerar mer än 2 500 konferenser och evenemang varje år över hela världen, och stöder aktivt politiskt engagemang och utbildning av intellektuellt begåvade ungdomar genom ett prestigefyllt stipendieprogram samt ett pågående omfattande seminarieprogram.

## Institutioner
Utöver de centrala och regionala kontoren driver KAS två utbildningscentrum, sexton träningscenter, en akademi och ett internationellt konferenscenter.
- Den ovannämnda akademin i Berlin, som arrangerar symposier, konferenser, möten och utställningar för att analysera relevanta samhälleliga och politiska frågor i en offentlig miljö.[12]
- Archive for Christian Democratic Policy (ACDP) dokumenterar och forskar om Kristdemokratins historiska utveckling.[13]
- Avdelningen för europeiskt och internationellt samarbete [14] agerar internationellt genom sina 200 projekt i mer än 120 länder.[14]
- Avdelningen för politik och konsultation[15] är KAS tankesmedja.
- Avdelningen för medborgerlig utbildning [16] ansvarar för stiftelsens folkbildningsprogram.[17]
- Avdelningen för stipendier och kulturaktiviteter[10] ger ekonomiskt stöd och stipendier till ungefär 2 000 studenter.[10]

Förre ordföranden för förbundsdagen Norbert Lammert är den nuvarande ordföranden för KAS. KAS förtroendenämnd har 24 ledamöter som bistår och övervakar KAS:s arbete.

## Finansiering
I likhet med andra tyska politiska stiftelser finansieras Konrad Adenauer-stiftelsen till stor del av federala och landstatliga medel. 96,8 procent av de 120 miljoner euro som utgjorde stiftelsens budget 2009 kom från offentliga medel, medan 2,7 procent kom från inträdesavgifter och 0,5 procent kom från privata medel och donationer.